# Roosevelt Bellevue
Pour les articles homonymes, voir Roosevelt.
Mr Bellevue Roosevelt est un intellectuel et homme politique d'origine haïtienne. Il a été enseignant-chercheur en France et en Haïti. Aussi ministre haïtien des Affaires sociales et du travail entre mars et août 2017. Poste qu'il a laissé en raison de ses reformes ambitieuses et de son combat contre la corruption.

## Biographie

### Formation
Entre 2004 et 2007 il obtient successivement a l’Université de Limoges une licence III Sciences de l'Éducation, un Master I et un Master II DEA en Sciences de L'Éducation et Études Francophones. Il a entamé une formation de Master en linguistique appliquée qu'il n'a pas poursuivie jusqu'au bout.
En 2014 il obtient à l'Université de Limoges son Doctorat en sciences de l’éducation et action publique, avec la thèse Influence comparative du pragmatisme deweyen dans le processus de publicisation du progressisme scolaire haïtiano-américain (1915-1934).  
En 2020 il poursuit une formation en Master II en Sciences politiques et relations internationales à la Hautes Études Internationales et Politiques (HEIP).

### Parcours dans l'enseignement
En 2007-2008, Roosevelt Bellevue enseigne à l'École normale supérieure (ENS) et en 2008 à l'Institut Universitaire des Sciences de l'Éducation (CREFI) à Port-au-Prince. 
De 2008 à 2014 il est initiateur du partenariat France-Haïti permettant aux étudiants de CREFI de venir faire leur stage de fin d'études dans les établissements français basés à Limoges et ailleurs.
Dans cette période il enseigne le Français a l'ELPAC et a Ecole Professionnelle de Valadon(France). Il donne aussi des cours à l'Université de Limoges en France et des séminaires en Haïti à l'École Normale Supérieure (ENS) , à l’École Nationale des Arts (ENARTS) et à l'Institut Supérieur d’Études et de Recherches en Sciences Sociales (ISERSS, Université d’État d'Haïti). En 2013 il est, pour le compte de l'ENSA de Limoges, missionné à Haïti pour mettre en place un protocole partenarial entre l'ENSA de Limoges et l'ENARTS et l'ISERSS de Port-au Prince, Haïti.
De 2014 à 2016 il est successivement consultant au Ministère de l’éducation national haïtien, à l'ISERSS et à 
l'Institut National d'Administration de Gestion et des Hautes Études Internationales (INAGHEU) et en 2015-2016 il est conseiller au cabinet du Président de la République d'Haïti Jocelerme Privert.

### Parcours sociopolitique
Le 13 mars 2017 il est nommé Ministre des Affaires Sociales et du Travail en Haïti. Poste qu'il a laissé en raison de son combat contre la corruption et de ses reformes ambitieuses.
En 2018 il est nommé Ambassadeur à l'Organisation Mondiale du Commerce (OMC), nomination qu'il n'a pas acceptée. En 2022 il devient Président de l’organisation non profit Union des Haïtiens progressistes pour le changement d’Haïti (UHPCH) basée à Boston et Haïti. Il est aussi actuellement membre de l'Association For Supervision and Curriculum(ASCD) et de JEBCA EDITIONS. Il est membre de l'Ecole Doctorale de CREFI.

### Actes De Colloques
En 2023
Association pour la Diffusion des Savoirs en Education( AdISAVED): Marcel Maus figure inspirante pour l' Education(Paris)
Conférence en 2023, Massachusetts, Etats-Unis : La sortie du chaos haïtien.
En 2022
Conférence à Boston: Citoyenneté démocratique prospérante.  
Conférence à l'Université publique du Nord: Drapeau et citoyenneté dans la perspective de l’État-nation.
En 2021 
Association pour la DIffusion des SAVoirs en Éducation (ADISAVED) : John Dewey figure inspirante pour l’éducation à paris
En 2013 
Proposition de colloque acceptée en Mai 2013 à Oxford en Angleterre : Apport pertinent de la créolisation au profit d’une approche enrichie et décomplexée de la langue française dans les écoles antillaises francophones.
En 2011
Communication en novembre École national d’art de Limogne(ENSA) : L’esthétisme «expérientiel» Chez John Dewey.
Communication en novembre, Université de Limoges : La problématique décisionnelle dans les politiques publiques.
Colloque national organisé par le collège doctoral de Limoges en juin pour Titre de la communication : Dualité du silence pédagogique.
En 2010
Colloque international réalisé par l’équipe de recherche DYNAmiques et enjeux de la DIVersité linguistique et culturelle (Dynadiv): Enjeux de la « réflexivité » dans l’approche idéelle du changement (politiste) systémique.
Débats éducatifs (CM) 3ème année de licence sciences de l’éducation et Sociologie Faculté des Lettres et Sciences Humaines (FLSH) Limoges : L’idée du changement dans les politiques publiques : Contextes d’émergence et enjeux institutionnels.
Colloque National à l’occasion de la journée mondiale de la francophonie à Limoges : L’enjeu d’une nouvelle gouvernance dans l’hypothèse d’une « construction » ou « Reconstruction » du système universitaire haïtien.

### Articles publiés
En 2025 Le national 
Complexité de la citoyenneté linguistique dans les Antilles francophones (Haiti, Martinique, Guadeloupe)
John Dewey et l’autisme « curriculaire » haïtien
Impérative nécessité de se réconcilier avec elle-même et la communauté internationale
En 2024 Boukan News
Symbolisme d’une révolution haïtienne démocratique en marche ?
En 2023 Le national
Haïti! La marche de l'histoire!
En 2022 Le national
L'impérative réactivité de la diplomatie haïtienne face à la violation des droits des migrants haïtiens en République dominicaine
En 2021 Le nouvelliste 
Volcanisation génocidaire diplomatique haitiano-américaine
En 2021 LE NATIONAL
Machinerie de la politicaillerie haïtienne à l’épreuve de l’assassinat de l’ex-président Jovenel Moise
En 2020 LE NATIONAL
Diasporarisation positive de la crise sociopolitique haïtienne á Washington
La diaspora haïtienne face au projet référendaire de Jovenel Moise
Antidemocratisation électorale en Haïti
Haïti au bord du gouffre de la politicaillerie insécuritaire
Haïti crise: Lecture de Bellevue Roosevelt, ex-ministre haïtien
En 2015 Challenges
La réforme de l'Etat: ce qu'il faut savoir
Quelles langues pour la réouverture des classes?

### Séminaires et certifications
En 2011 École doctorale de l'Université de Limoges sur la Prise de parole en public
En 2010 École doctorale de l'Université de Limoges sur la Gestion de projet
En 2002  Service culturel de l’ambassade américain sur la Gestion de conflits

### Ouvrage publié
Haïtianitudes politiques et ambiguités internationales. Le pari de demain(JEBCA EDITIONS, Etats-Unis, octobre 2023)